# Freimut Kalden
Freimut F. Kalden (* im 20. Jahrhundert) ist ein deutscher Filmproduzent, Dokumentarfilmer, Kameramann und Filmeditor. 

## Leben
Vor 1945 war Kalden Regieassistent bei Curt A. Engel für die Produktionsgesellschaft Boehner-Film in Dresden.  Anfang der 1950er Jahre arbeitete er als Editor am Filmschnitt der Komödie Der Theodor im Fußballtor von E. W. Emo sowie des Spielfilms Eva und der Frauenarzt und des Dokumentarfilms Bürger in Uniform von Erich Kobler.
Mitte der 1950er Jahre gründete Kalden in München die Produktionsfirma Jura-Film, wo diverse Kulturfilme entstanden sind, z. B. Zement (1955), Lebendiges Licht (1955), Die Glockenschmiede am Hasslberg (1955), Kinder fanden eine Heimat (1955) (über ein SOS-Kinderdorf), Die Kunst des Geigenbaus (1956) (über Mittenwald, das sogenannte „Dorf der tausend Geigen“), 105 Minuten Aufenthalt (1956) (über den Flughafen Zürich), Abwasser (1957/1958), Perlmutter (1958) und Abfall des Alltags (1963).
Von 1959 bis 1966 arbeitete er mit Eugen Schuhmacher und Helmuth Barth am Naturfilm Die letzten Paradiese. 1964 zeigte der Süddeutsche Rundfunk seine Fernsehreihe Britische Impressionen. 1966 produzierte er den Film Alaska – Wildnis am Rande der Welt. 1973 war er als Kameramann an Schuhmachers Dokumentation Europas Paradiese beteiligt. 1975 produzierte er als Auftragsarbeit des FWU den Lehrfilm Das Hausschwein, bei dem Heinz Gundlach Regie führte. 1979 reiste Kalden für sechs Monate mit dem Auto durch Brasilien, wo er Natur und Kultur in seinem 1980 veröffentlichten Dokumentarfilm Trans Brasilia – Phantastische Reise mit der Kamera festhielt.
Sowohl Kaldens Frau Helga als auch seine Tochter Eva waren als Editorinnen an der Montage seiner Filme beteiligt.